# Dalea greggii
Dalea greggii är en ärtväxtart som beskrevs av Asa Gray. Dalea greggii ingår i släktet Dalea, och familjen ärtväxter. Inga underarter finns listade i Catalogue of Life.

## Bildgalleri

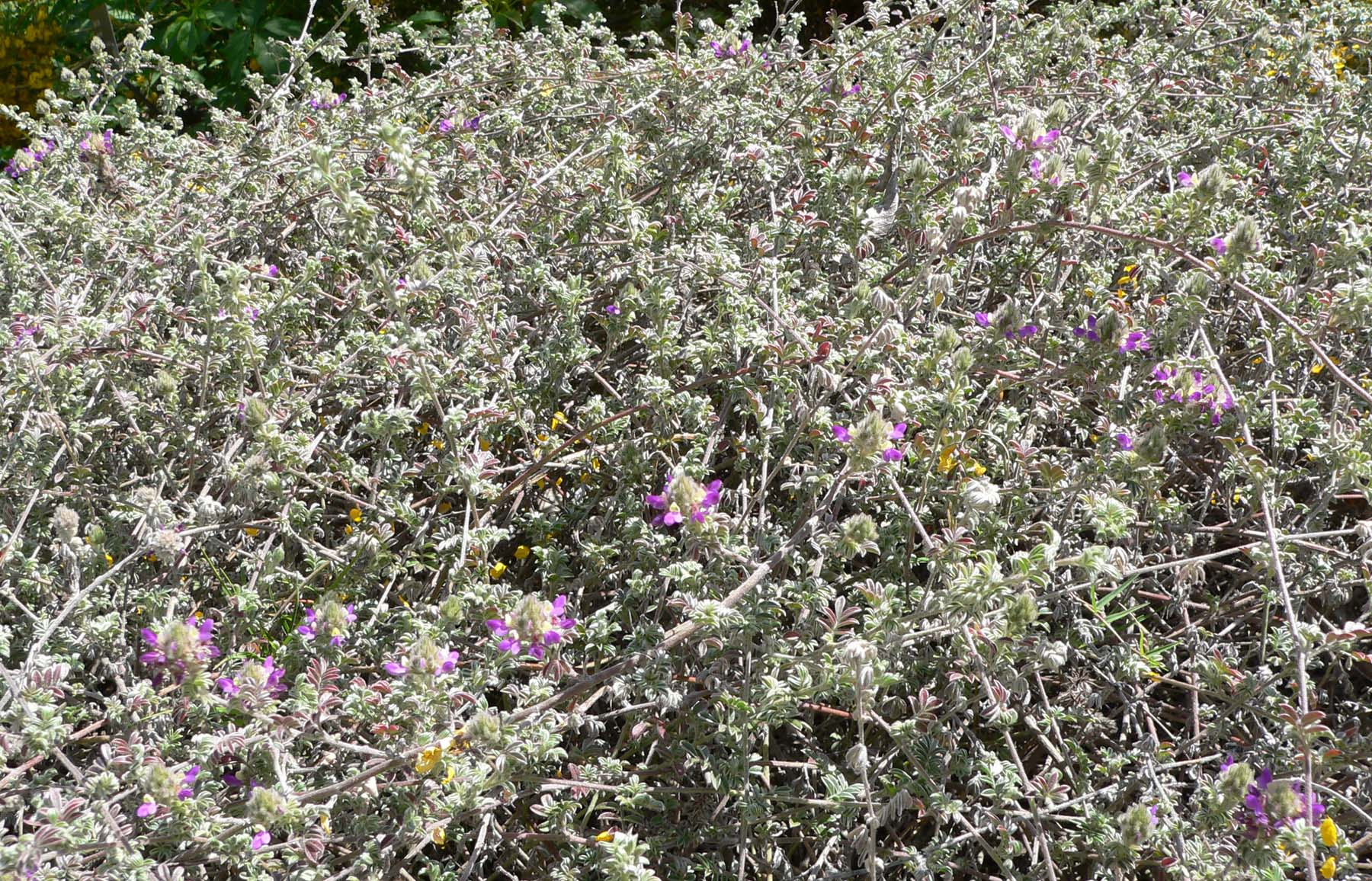